# Баркер, Брэндон
Брэндон Баркер (англ. Brandon Barker; род. 4 октября 1996, Манчестер, Северо-Западная Англия) — английский футболист, полузащитник кипрского клуба «Омония».

## Биография

### Клубная карьера
Воспитанник академии «Манчестер Сити», в которой занимался с 8 лет. В сезоне 2013/14 был признан игроком года в академии «Сити» и летом того же года заключил профессиональный контракт с клубом. На профессиональном уровне Баркер дебютировал в ноябре 2015 года в составе клуба «Ротерем Юнайтед», где выступал на правах краткосрочной аренды и сыграл 4 матча в Чемпионшипе, отметившись одним голом. 21 февраля 2016 года Баркер сыграл свой единственный матч за «Манчестер Сити» в пятом раунде Кубка Англии против «Челси» (1:5), в котором вышел на замену на 53-й минуте вместо Берсанта Целины. Затем, в течение трёх сезонов выступал в аренде в клубах первого дивизиона Нидерландов «НАК Бреда» (2016/17), Премьершипа Шотландии «Хиберниан» (2017/18) и английского Чемпионшипа «Престон Норт Энд» (2018/19).
После ухода из «Сити», Баркер подписал контракт с шотландским клубом «Рейнджерс». Во второй половине сезона 2020/21 он был отдан в аренду в «Оксфорд Юнайтед». В то же время, «Рейнджерс» стал чемпионом Шотландии по итогам сезона 2020/21. В феврале 2022 года, в качестве свободного агента, он перешёл в клуб английского Чемпионшипа «Рединг», где до конца сезона сыграл 4 матча, каждый раз появляясь на замену в концовке встречи. Летом того же года подписал контракт с кипрской «Омонией».

### Карьера в сборной
В 2014 году в составе сборной Англии до 19 лет принимал участие в квалификации юношеского чемпионата Европы 2015. Также играл в товарищеских матчах за Англию U-20.

## Достижения
«Рейнджерс»
- Чемпион Шотландии: 2020/21
- Финалист Кубка шотландской лиги: 2019/20